# 交叉運球
交叉運球(英語：Crossover)是籃球的一種動作，持球者會將球迅速的運到另一隻手上，藉此變換方向。舉例來說，假設一位球員正用左手運著球，向左跨了一大步，搭配頭部的假動作，讓防守者以為要往左，這時就可以將球換到右手，擺脫防守者。交叉運球可以製造投籃的空間，或是切往籃下的路徑。

以下有幾種交叉運球的方式：
- 一般交叉：是指持球者快速地將球換到另一隻手，這個動作主要依靠速度，籃球分析師認為德瑞克·羅斯與羅素·衛斯特布魯克是此種交叉運球的佼佼者，這個動作不會用到大幅度的假動作，而是先簡單朝著一個方向移動，再突然變向。[2]
- 胯下交叉：是指持球者交叉運球時，球是從兩腳之間換到另一隻手上的動作，這個動作能更好避免球被抄走。
- In And Out：指持球者假裝要使用交叉運球來變換方向，但其實是朝著同方向進攻，這個動作之後可以接續一般的交叉運球，讓防守者難以判斷真正要進攻的方向。
- 殺手交叉(又稱腳踝終結者)：持球者通常從靜止狀態開始啟動，先向一個方向跨一步，搭配頭部擺動做出假動作，接著將球運過兩腳之間，換到另一隻手，並往相反方向加速，這個方法能夠有效擺脫貼身防守，這個動作在街頭籃球也很受歡迎，因為這有機會使防守者失去平衡甚至跌倒。提姆·哈德威以這個動作聞名。[3]

- 背後交叉：指持球者在背後進行交叉運球，另外一種版本叫「環繞運球」，差異在環繞運球會把球繞過整個背，球還是在身體前面碰地，一般背後交叉球是在身體後面碰地。賈邁爾·克勞佛以這個動作聞名。
- 雙重交叉：持球者先做一次交叉運球，之後再迅速地做第二次交叉運球，使球回到原本的位置，這兩次交叉運球可以是以上提到的幾種交叉互相搭配，這個動作的目的是破壞防守者的平衡，艾倫·艾佛森在2000年代初期使這個動作發揚光大。
- Shammgod：指持球者先將球從身體一側向前彈到危險的位置，再用相反方向的手把球拉回到身體另一側，這是以NBA球員高德·山姆高德的名字命名，NBA裡擅長這個技巧的球員包括克里斯·保羅、柯比·布萊恩、凱里·厄文和賈邁爾·克勞佛等。

最初的交叉運球動作早已在場上的所有位置使用，尤其是控球後衛和得分後衛。第一個交叉運球過人技巧是街頭籃球傳奇「皮維·柯克蘭(Pee Wee Kirkland)」在洛克公園所使用的，在1960年代初期，奧斯卡·羅伯森就以交叉運球聞名，但一直到1980年代，提姆·哈德威的殺手交叉才讓此技巧在NBA普及，哈德威也因此備受推崇，而艾倫·艾佛森與史蒂夫·法蘭西斯則是發揚了雙重交叉的技巧。